# Peña del Órgano
Peña del Órgano är en ort i Mexiko.   Den ligger i kommunen Tlatlaya och delstaten Mexiko, i den södra delen av landet, 160 km sydväst om huvudstaden Mexico City. Peña del Órgano ligger 461 meter över havet och antalet invånare är 273.
Terrängen runt Peña del Órgano är huvudsakligen kuperad. Peña del Órgano ligger nere i en dal. Runt Peña del Órgano är det ganska glesbefolkat, med 42 invånare per kvadratkilometer. Närmaste större samhälle är Arcelia, 17,1 km sydväst om Peña del Órgano. I omgivningarna runt Peña del Órgano växer huvudsakligen savannskog.